# Anumeta eberti
Anumeta eberti là một loài bướm đêm trong họ Erebidae.